# Malthinus biguttatus
Malthinus biguttatus es una especie de coleóptero de la familia Cantharidae.

## Distribución geográfica
Es una especie que integra la fauna de Europa.